# Premier Hiszpanii
Przewodniczący Rządu Hiszpanii (hiszp. Presidente del Gobierno de España) – tytuł szefa rządu hiszpańskiego. Wybierany jest przez Kongres Deputowanych – izbę niższą Kortezów; po inwestyturze otrzymuje nominację od króla, przed którym składa przysięgę lub obietnicę.
Jego pozycja oparta jest na artykułach od 97 do 116 obowiązującej Konstytucji. Jego głównym zadaniem jest kierowanie pracami rządu i koordynacja pracy jego członków. W czasie sprawowania funkcji Przewodniczącego Rządu nie może prowadzić żadnej działalności zawodowej ani przedsiębiorczej.
Od 1977 oficjalną rezydencją Przewodniczącego Rządu jest Pałac Moncloa (Palacio de la Moncloa) w Madrycie.

## Tytuł
Szefowie hiszpańskich rządów używali od 1700 do 1833 tytułu Secretario de Estado en España (Sekretarz Stanu Hiszpanii), a później Presidente del Consejo de Ministros de España (Przewodniczący Rady Ministrów Hiszpanii). Dziś używa się tytułu: Presidente del Gobierno de España (Przewodniczący Rządu Hiszpanii).

## Powołanie szefa rządu

### Inwestytura
Wyboru Przewodniczącego Rządu nie dokonują obywatele w powszechnym głosowaniu. Po wyborach król przeprowadza konsultacje z udziałem przedstawicieli partii, które weszły do parlamentu, a następnie proponuje Kortezom kandydata na stanowisko Przewodniczącego. Zwyczajowo kandydatem zostaje lider partii lub koalicji, która zdobyła większość głosów w Kongresie Deputowanych, nie jest to jednak zapisane w żadnej ustawie.
Kandydat zaproponowany przez króla występuje w Kongresie Deputowanych, prezentując program rządu, który zamierza sformować i prosząc jednocześnie o wotum zaufania.
Jeśli Kongres Deputowanych udzieli kandydatowi bezwzględną większością głosów swojego poparcia, monarcha mianuje go Przewodniczącym. W przypadku nieuzyskania bezwzględnej większości, ponowne głosowanie nad tym samym programem Rządu odbywa się 48 godzin później. W drugim głosowaniu wystarcza większość zwykła.
Pozostali członkowie Rządu są mianowani (oraz odwoływani) przez króla na wniosek Przewodniczącego.

### Zaprzysiężenie
Po uzyskaniu od Kongresu Deputowanych wotum zaufania, nowy Przewodniczący odbiera od króla nominację na specjalnej uroczystości odbywającej się tradycyjnie w Salonie Audiencji prywatnej rezydencji królewskiej - Pałacu Zarzuela (Palacio de la Zarzuela). Oprócz monarchy konieczna jest również obecność Najwyższego Notariusza Królestwa, czyli Ministra Sprawiedliwości.
Tekst przysięgi jest następujący:
Przysięgam wiernie i lojalnie wobec Króla wykonywać obowiązki Przewodniczącego Rządu, przestrzegać i pilnować przestrzegania Konstytucji jako najwyższego prawa Kraju oraz zachować w tajemnicy treść obrad Rady Ministrów.
W miejsce słowa Przysięgam można użyć słowa Obiecuję; reszta tekstu pozostaje wtedy bez zmian.

## Odpowiedzialność karna
Przewodniczący i inni członkowie Rządu ponoszą odpowiedzialność karną wyłącznie przed Izbą Drugą (Karną) Sądu Najwyższego (Sala 2ª de lo Penal del Tribunal Supremo). W przypadku oskarżenia o zdradę stanu lub inne przestępstwo przeciw bezpieczeństwu państwa popełnione w związku z wykonywanymi funkcjami, mogą być pociągnięci do odpowiedzialności jedynie na wniosek minimum 88 z 350 deputowanych i za zgodą większości bezwzględnej.

## Wotum zaufania
Przewodniczący Rządu, po wcześniejszym uzgodnieniu z Radą Ministrów, może przedłożyć wniosek o udzielenie wotum zaufania dla programu Rządu lub dla konkretnego założenia politycznego. Kongres Deputowanych udziela wotum zaufania zwykłą większością głosów.